# Măcin-hegység

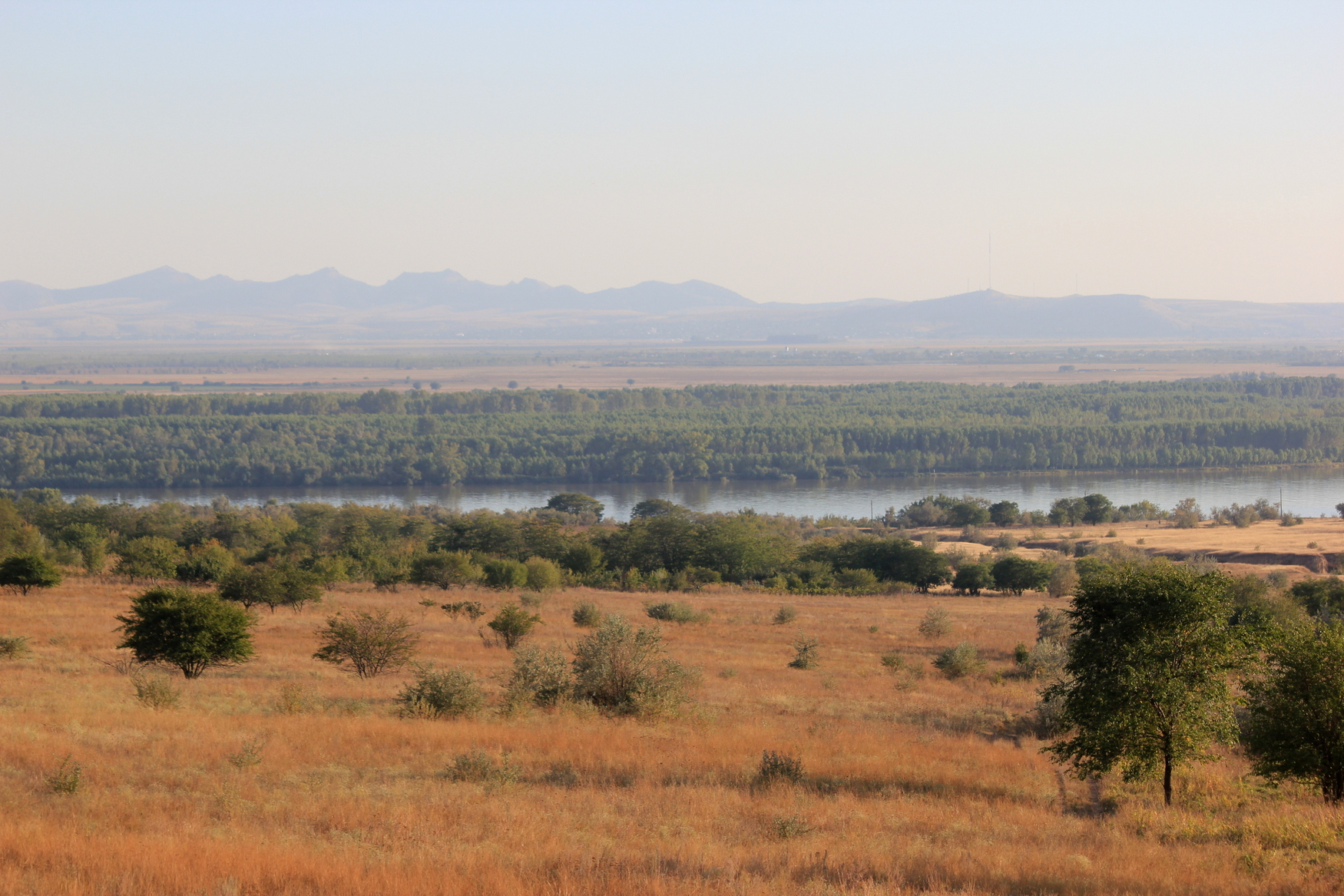
A Duna, háttérben a Măcin-hegységgel.

A Măcin-hegység (magyarul kb. „möcsin”, románul: Munții Măcin) egy hegylánc Románia Dobrudzsa részében Tulcea megyéjében. Az északi Dobrudzsa-masszívum része, északon és nyugaton a Duna folyam, keleten a Taița és a Culmea Niculițelului, délen pedig a Casimceai-fennsík határolja. A Duna felől nézve csak apróbb hegyeknek tűnnek, bár a valóságban ez hegyes régió.
A Măcin-hegység Románia egyik legidősebb, a paleozoikum második felében, a karbon és a perm időszakok határán képződött a Variszkuszi-hegységrendszer részeként. képződött hegysége. A legjellemzőbb kőzetfajta a gránit. A hőmérsékleteltérések okozta eróziók során meredek lejtők alákultak ki.
Két részre oszlik, melyek a Culmea Măcinului (a déli oldal) és a Culmea Pricopanului (az északi fele). A legmagasabb pontja a 467 m magas Țuțuiatu (más néven Greci). Egyéb fontos hegycsúcsok a következők: Priopceahegy (410 m) és Muntele lui Iacob (Jákob-hegy – 341 m).